# Extraliga (Tschechien, Schach) 1992/93
Die Extraliga 1992/93 war die erste Spielzeit der tschechischen Extraliga im Schach.

## Teilnehmende Mannschaften
Für die Extraliga hatten sich mit Bohemians Prag, Slavia Hradec Králové, TJ Jiskra Staré Město, TŽ Trinec, ŠK Baník Karviná, Dopravní podniky Prag, Lokomotiva Olomouc und ŠK Vyšehrad die acht bestplatzierten tschechischen Mannschaften der tschechoslowakischen Mannschaftsmeisterschaft 1991/92 qualifiziert, außerdem waren Lokomotiva Kolín als Sieger der 1. česká liga 1991/92 und Slavia Havířov als Sieger der 1. moravskoslezská liga 1991/92 aufgestiegen.
Zu den gemeldeten Mannschaftskadern der teilnehmenden Vereine siehe Mannschaftskader der Extraliga (Tschechien, Schach) 1992/93.

## Termine
Die Wettkämpfe wurden gespielt am 28. und 29. November, 12. und 13. Dezember 1992, 6. und 7. Februar, 6. und 7. März sowie 3. und 4. April 1993.

## Saisonverlauf
Während die Mannschaft von Bohemians Prag, die bereits die letzte tschechoslowakische Mannschaftsmeisterschaft gewonnen hatte, schon vor der letzten Runde als Meister feststand, fiel die Entscheidung im Abstiegskampf erst in der letzten Runde gegen TJ Jiskra Staré Město und TŽ Trinec.

## Abschlusstabelle
| Pl. | Verein                        | Sp | G | U | V | MP   | Brett-P.  |
| --- | ----------------------------- | -- | - | - | - | ---- | --------- |
| 01. | TJ Bohemians ZPA Čakovice (M) | 9  | 6 | 3 | 0 | 15:3 | 43,5:28,5 |
| 02. | TJ Dopravní podniky Prag      | 9  | 4 | 4 | 1 | 12:6 | 40,0:32,0 |
| 03. | Lokomotiva Olomouc            | 9  | 4 | 3 | 2 | 11:7 | 36,5:35,5 |
| 04. | TJ Slavia Hradec Králové      | 9  | 3 | 4 | 2 | 10:8 | 35,0:37,0 |
| 05. | ŠK Baník CSA Karviná          | 9  | 2 | 5 | 2 | 9:9  | 36,5:35,5 |
| 06. | ŠK Vyšehrad                   | 9  | 3 | 2 | 4 | 8:10 | 35,5:36,5 |
| 07. | ŠK Slavia Havířov (N)         | 9  | 1 | 6 | 2 | 8:10 | 34,0:38,0 |
| 08. | ŠK Lokomotiva Kolín (N)       | 9  | 2 | 3 | 4 | 7:11 | 33,5:38,5 |
| 09. | TJ Jiskra Staré Město         | 9  | 1 | 4 | 4 | 6:12 | 32,5:39,5 |
| 10. | TJ TŽ Třinec                  | 9  | 1 | 2 | 6 | 4:14 | 33,0:39,0 |

## Entscheidungen
|     | Tschechischer Meister: TJ Bohemians ZPA Čakovice              |
|     | Absteiger in die 1. liga: TJ Jiskra Staré Město, TJ TŽ Třinec |
| (M) | tschechoslowakischer Meister der letzten Saison               |
| (N) | Aufsteiger der letzten Saison                                 |

## Kreuztabelle
| Ergebnisse | Ergebnisse                | 01. | 02. | 03. | 04. | 05. | 06. | 07. | 08. | 09. | 010. |
| ---------- | ------------------------- | --- | --- | --- | --- | --- | --- | --- | --- | --- | ---- |
| 01.        | TJ Bohemians ZPA Čakovice |     | 4   | 5½  | 4   | 5   | 5   | 4   | 5½  | 5½  | 5    |
| 02.        | TJ Dopravní podniky Prag  | 4   |     | 3½  | 7   | 4½  | 4½  | 4   | 4½  | 4   | 4    |
| 03.        | Lokomotiva Olomouc        | 2½  | 4½  |     | 4   | 3   | 4½  | 4   | 5½  | 4½  | 4    |
| 04.        | TJ Slavia Hradec Králové  | 4   | 1   | 4   |     | 4   | 4   | 5   | 3   | 5½  | 4½   |
| 05.        | ŠK Baník CSA Karviná      | 3   | 3½  | 5   | 4   |     | 4   | 4   | 4   | 4   | 5    |
| 06.        | ŠK Vyšehrad               | 3   | 3½  | 3½  | 4   | 4   |     | 5½  | 2   | 5   | 5    |
| 07.        | ŠK Slavia Havířov         | 4   | 4   | 4   | 3   | 4   | 2½  |     | 4   | 4   | 4½   |
| 08.        | ŠK Lokomotiva Kolín       | 2½  | 3½  | 2½  | 5   | 4   | 6   | 4   |     | 4   | 2    |
| 09.        | TJ Jiskra Staré Město     | 2½  | 4   | 3½  | 2½  | 4   | 3   | 4   | 4   |     | 5    |
| 010.       | TJ TŽ Třinec              | 3   | 4   | 4   | 3½  | 3   | 3   | 3½  | 6   | 3   |      |

## Die Meistermannschaft
| 1.            | TJ Bohemians ZPA Čakovice |
| Schachfiguren | Vlastimil Jansa, Ludger Keitlinghaus, Aleš Pekárek, Eduard Prandstetter, Marek Vokáč, Georg Danner, Vasil Tričkov, Jaroslav Polášek, Pavel Vávra, Břetislav Modr, Květoslav Znamenáček, Zdeněk Choleva, Petr Zvára, Miloslav Vanka, Jaroslav Voříšek, Viktor Jandovský. |